# Beregleányfalva
Beregleányfalva (ukránul: Лалове (Lalove), oroszul: Лаловo (Lalovo), szlovákul: Lalová) falu Ukrajnában, Kárpátalján, a Munkácsi járásban. Német- és Oroszleányfalva egyesülése előbb Nagyleányfalva néven.

## Fekvése
Munkácstól 8 km-re délkeletre fekszik, Nyírhalom tartozik hozzá.

## Története
Beregleányfalva nevét 1465-ben említette először oklevél.
1566-ban e falut is elpusztították a tatárok. A lakosság pótlására 17. században német telepeseket költöztettek ide. Római katolikus templomát a Sztálini érában lerombolták.
1910-ben 776 lakosából 34 magyar, 189 német, 543 ruszin lakosa volt. Ebből 205 római katolikus, 555 görögkatolikus, 9 izraelita volt.
A trianoni békeszerződésig Bereg vármegye Munkácsi járásához tartozott. Ma mintegy 1000 ukrán-ruszin és német lakosa van.